# Polyphagidae
Polyphagidae är en familj av kackerlackor. Polyphagidae ingår i överfamiljen Polyphagoidea, ordningen kackerlackor, klassen egentliga insekter, fylumet leddjur och riket djur. Enligt Catalogue of Life omfattar familjen Polyphagidae 213 arter. 

## Dottertaxa till Polyphagidae, i alfabetisk ordning[1]
- Anacompsa
- Anisogamia
- Arenivaga
- Austropolyphaga
- Buboblatta
- Bucolion
- Compsodes
- Ctenoneura
- Eremoblatta
- Ergaula
- Eucorydia
- Eupolyphaga
- Euthyrrhapha
- Hemelytroblatta
- Heterogamisca
- Heterogamodes
- Holocompsa
- Homoeogamia
- Homopteroidea
- Hypercompsa
- Ipisoma
- Ipolatta
- Latindia
- Leiopteroblatta
- Melestora
- Melyroidea
- Mononychoblatta
- Myrmecoblatta
- Nymphrytria
- Oulopteryx
- Paralatindia
- Pholadoblatta
- Polyphaga
- Polyphagina
- Polyphagoides
- Sphecophila
- Therea
- Tivia
- Zetha